# Casimir de Lippe-Brake
Casimir de Lippe-Brake (né le 22 juillet 1627 à Brake et mort le 12 mars 1700 est comte de Lippe-Brake.

## Biographie
Casimir est né le 22 juillet 1627, fils de Othon de Lippe-Brake et Marguerite de Nassau-Dillenbourg (1606-1661).
Il étudie à l'Université de Marbourg et de 1647 et 1650 en voyage culturel à Bruxelles, Paris, Lyon, Genève et en Italie. À partir de 1650, il aide son père. Cette période est marquée par la reconstruction après la Guerre de Trente Ans et l'amélioration des relations avec la Maison de Lippe-Detmold. À la mort de son père, le 18 décembre 1657 il prend sa suite comme comte de Lippe-Brake et s'installe dans le château de Brake.
En 1663, il épouse Anne Amélie de Sayn-Wittgenstein-Hombourg (1642-1683). C'est une époque de prospérité avec de nouvelles constructions dans le Château de Brake.
En 1692, il confie le gouvernement à son fils aîné Rodolphe et s'installe à Schieder.
Le comte Casimir meurt en 1700.

## Descendance
- Rodolphe de Lippe-Brake (* 10 mai 1664; † 27 octobre 1707) ∞ 4 novembre 1691 à Dorothée de Waldeck (* 6 juillet 1661; † 23 juillet 1702)
- Othon (* 1er août 1665, décédé le 3 août 1688 à Negroponte)
- Ferdinand (* 5 janvier 1668; † 27 septembre 1703 ⚔ à Maastricht)
- Hedwige-Sophie (* 20 février 1669, décédé le 5 avril 1738) ∞ le 27 octobre 1685, à Louis François de Sayn-Wittgenstein-Berlebourg (* 17 avril 1660; † 25 novembre 1694)
- Ernst (* 10 mai 1670; † 19 mai 1670)
- Ernestine (* 1er novembre 1671; † 10 novembre 1671)
- Christine Marie (* 26 septembre 1673, morte le 31 janvier 1732) ∞ le 3 janvier 1696 à Friedrich Moritz von Bentheim-Tecklenbourg (* 1653; † 1710)
- Louise (* 4 novembre 1676, décédé le 9 novembre 1676)

## Liens
- Notice dans un dictionnaire ou une encyclopédie généraliste :   - Deutsche Biographie
- Notices d'autorité :   - VIAF
  - GND
- Le Comte de Lippe-Brake sur www.lemgo-brake.de Essentiellement basé sur Guillaume Süvern: Brake, Histoire du Château et de la Commune de Frein de Lèvre, Paris 1960.